# Sorik
Sorik là một đô thị thuộc tỉnh Aragatsotn, Armenia. Dân số ước tính năm 2011 là 110 người.